# Siniokàmianka
Siniokàmianka (en (ucraïnès): Синьокам'янка, en rus: Синекаменка) és un poble de la República Autònoma de Crimea, a Ucraïna, que el 2014 tenia 340 habitants. Pertany al districte de Bilogorsk.